# Rejsen mod Vest
Rejsen mod Vest (traditionelt kinesisk: 西遊記, Pinyin: Xī Yóu Jì), humoristisk kinesisk eventyrroman fra 1500-tallet, muligvis skrevet af Wú Chéng'ēn. Romanen regnes for en af de De fire klassiske romaner i kinesisk litteratur. På dansk findes kun en forkortet udgave med titlen Det store kinesiske eventyr om Abekongen.
Handlingen udspiller sig omkring munken Xuán Zàng, som får til opgave at rejse til den vestlige himmel og dér hente hellige skrifter (sutraer) hos Buddha. Undervejs må han igennem 81 prøvelser, hovedsagelig uhyrer, der vil æde ham. Til hjælp på hans færd sørger Guan Yin for at skaffe ham tre disciple samt en hest − tidligere uhyrer, som nu er parat til at følge den rette lære (buddhismen).

## Hovedpersoner
- Xuán Zàng er munken, som påtager sig at hente skrifterne hos Buddha. Han kaldes også Táng-Sānzàng, hvilket blot betyder buddhist munk i Tang-dynastiet. I mange oversættelser bliver tilnavnet gengivet som Tripitaka. Skønt han er baseret på en historisk person, se nedenfor, er der næppe mange lighedspunkter. Romanens Xuán Zàng var oprindeligt Buddhas anden discipel Gyldne Cikade, som faldt i søvn under en af Buddhas forelæsninger, og derfor måtte genfødes som menneske. Han er totalt forsvarsløs, bange og ikke særligt vis, men samtidig også principfast og umulig at friste.
- Sūn Wùkōng (omtrent: den der har forstået intetheden), også kendt som Abekongen eller bare Abe. Han er den klogeste og stærkeste af Xuán Zàngs disciple, og den mest fremtrædende person i romanen. Han er nærmest usårlig og har store magiske evner, fx kan han forvandle sig selv efter ønske eller han kan tage nogle af sine hår og forvandle dem. Hans våben er den lystrende, gyldenringede stav.
- Zhū Bājiè (gris med otte forbud), også kaldet Zhū Wùnéng (gris vågnet til styrke), på dansk bare Grise. Han var gud i den taoistiske himmel, med stilling som feltmarskal i den himmelske flod (Mælkevejen). Fordi han drak sig fuld og gjorde tilnærmelser til månegudinden Cháng'é, straffede Jadekejseren ham og han endte med at blive genfødt som et menneskeædende griseuhyre. Guān Yīn konverterer ham og han bliver Xuán Zàngs anden discipel. Med sin nitandede rive som våben og visse magiske evner deltager han ofte i kampene mod de uhyrer de møder undervejs. Han er glad for kvinder og især for mad, som han kaster i sig i store mængder.
- Shā Wùjìng (sand vågnet til renhed), på dansk Sander, kommer ligeledes fra den taoistiske himmel, hvor han var general for hejsning af forhænget ved Jadekejserens karet. Fordi han kom til at smadre en krystalkop, blev han straffet og forvandlet til et floduhyre på jorden, hvor han overlever ved at spise mennesker. Guān Yīn konverterer også ham, og han bliver en noget anonym tredje discipel.
- Hesten er i virkeligheden en drageprins, som skulle henrettes fordi han var kommet til at sætte ild til sin fars palads. Guān Yīn frelser ham og forvandler ham til en hest, der bærer Xuán Zàng.

## Religion
Som baggrund for romanen ligger den traditionelle kinesiske religiøsitet. Buddhisme, Taoisme og Konfucianisme bliver sammenblandet. Rejsen har et buddhistisk formål, og det sker at uhyrer har forklædt sig som taoister, men som Sūn Wùkōng siger til en konge i kapitel 47: "Jeg håber, du vil ære de tre religioners enhed: hædre buddhistmunkene, også hædre taoisterne, og sørge for at understøtte de talentfulde."
En lang række guder og mytiske personer optræder i romanen, og hjælper ofte Sūn Wùkōng med at besejre uhyrerne. Guān Yīn, Lao-tse og Jadekejseren med hele hans hof optræder hyppigt, og landskabets lokale guddomme
kommer når Sūn Wùkōng kalder.

## Indhold
Romanen er på 100 kapitler, i alt 1.704 sider (Yu's oversættelse). Teksten skifter mellem vers og prosa, hvor versene især bruges til at beskrive omgivelser, personer og kampe.
Yu inddeler romanen i fem sektioner:
- Kapitel 1-7: Efter en kort beskrivelse af verdens skabelse, handler disse kapitler kun om Sūn Wùkōng: hans fødsel, studier under patriarken Subhodi, hvordan han forstyrrer (den østlige, taoistiske) himmels orden og til sidst indespærres af Buddha.
- I Kapitel 8 beslutter Buddha at tildele hellige skrifter til kineserne. Han sender Guān Yīn til Kina for at finde en pilgrim til at hente skrifterne. Undervejs finder Guān Yīn de kommende disciple.
- Kapitel 9-12 fortæller om Xuán Zàngs baggrund samt om den kinesiske kejsers beslutning om at afholde en messe for de døde.
- Kapitel 13-97 beskriver selve rejsen og de mange prøvelser, som det er Xuán Zàngs skæbne at skulle underkastes. Typisk er prøvelsen et møde med et uhyre, som tager munken til fange. Ved Sūn Wùkōngs styrke og snedighed, og ofte med hjælp fra himmelen, lykkes det at besejre uhyret.
- Kapitel 98-100 fortæller om mødet med Buddha, turen tilbage, samt de fem hovedpersoners belønning.

## Romanens kilder
Handlingen er inspireret af munken Xuán Zàng (596-664), den kendteste af de mange kinesiske munke, som rejste til Indien efter Buddhistiske skrifter. Xuán Zàngs rejse blev gennem de følgende århundreder emnet for mange historier og skuespil, som mere mindede om folkeeventyr end om den historiske virkelighed.
Fra 1200-tallet er bevaret 16 ud af 17 afsnit af en historie, som indeholder flere af de temaer, som optræder i romanen. Specielt har Xuán Zàng her fået en abe-novice, som beskytter og leder ham. En tekstsamling fra begyndelsen af 1400-tallet gengiver en kort tekst som har meget til fælles med kapitel 10, og som angives at stamme fra "Xīyóu Jì", en version der nu er gået tabt.
I mange tilfælde har forfatteren gengivet vers eller stumper af tekst mere eller mindre ordret fra andre kilder, også nogle, som ikke vedrører Xuán Zàngs rejse.

## Udgivelse og forfatter
Den ældste bevarede version af romanen anses for "hundrede-kapitler udgaven", som menes udgivet i 1592. I dag benyttes som regel Beijing-udgaven fra 1954, som gengiver 1592-udgaven med rettelser baseret på andre bevarede udgaver − særligt er der tilføjet kapitel 9, som mangler i 1592-udgaven. Den kinesiske udgave kan læses her Arkiveret 26. oktober 2007 hos  Wayback Machine.
I forordet til 1592-udgaven står, at forfatteren er ukendt. På baggrund af senere kilder, særligt et opslagsværk fra 1620-erne, anser man i dag Wú Chéngēn (ca. 1500-1582) som den mest sandsynlige forfatter.

## Oversættelser
- Monkey, en stærkt forkortet oversættelse til engelsk af Arthur Waley, 1942. Denne udgave er meget udbredt.
- Det store kinesiske eventyr om Abekongen, er Waleys engelske udgave videreoversat til dansk af Sven Damsholt, 1983. Dette er den eneste danske oversættelse.
- Journey to the West, en komplet oversættelse til engelsk af W.J.F. Jenner, 1982-84. Kan downloades her.
- The Journey to the West, en komplet oversættelse til engelsk af Anthony C. Yu, 1977-83. Med udførlig introduktion og noter.
- Färden till Västern, en komplet oversættelse til svensk af Göran Malmqvist, 1995-96.
- The Monkey and The Monk, an revised abridgement of Journey to the West af Anthony C. Yu.